# Llumeneres
Llumeneres és un poble del Principat d'Andorra situat a la parròquia de Sant Julià de Lòria a 1820 metres d'altitud.
Llumeneres és la localitat amb menys població del Principat d'Andorra. El 2018 tenia una població de cinc habitants. S'hi accedeix per la CS-120 o carretera de Nagol i, gairebé arribant a la localitat veïna de Certers, agafant el desviament cap a Llumeneres.

## Història
Població coneguda per l'explotació agrària i ramadera que, a partir dels anys 60, els propietaris van convertir en el que és avui dia: una explotació autònoma de tabac i bestiar.
Esmentada ja a principi del segle xi, el bisbe de Sant Ermengol d'Urgell, qui va anar-hi per a descansar. De fet, aquest bisbe té una important rellevància eclesiàstica, conegut com a conqueridor de territoris del sud (llavors en mans musulmanes) i promotor de grans obres públiques de comunicació. Des de 1957 hi ha un espectacle teatral a La Seu d'Urgell que representa la seva vida en deu escenes, una de les quals narra la seva estada a la localitat de Llumeneres.

## Llocs d'interès
L'edifici més important és la capella de la Mare de Déu de les Neus de Llumeneres.
- Capella de la Mare de Déu de les Neus de Llumeneres: Petita capella privada de la qual la família propietària conserva les escriptures originals en les que el bisbe Francisco Fernández de Xàtiva concedeix llicència l'any 1769. Característica pel seu estil fidel de construcció del país, amb parets de pedra, teulada de pissarra i fusta a dues vessants.[3]
- Rutes de senderisme i esquí de muntanya: Es pot realitzar rutes per la muntanya o bé un passeig per la zona, creuar fins a la carretera de la Rabassa o pujar al Refugi de Claror per arribar al cim a 2605 metres d'altitud.[3]
- Ruta cicloturista: recorregut amb bicicleta que connecta la carretera de Nagol amb el poble veí de Certers.[4]